# Gigantotrichoderes flabellicornis
Gigantotrichoderes flabellicornis är en skalbaggsart som först beskrevs av Dmytro Zajciw 1965.  Gigantotrichoderes flabellicornis ingår i släktet Gigantotrichoderes och familjen långhorningar.
Artens utbredningsområde är:
- Surinam.
- Venezuela.

Inga underarter finns listade i Catalogue of Life.